# A Guide to Recognizing Your Saints
A Guide to Recognizing Your Saints es una película dramática estadounidense del año 2006 protagonizada por Robert Downey Jr., Shia LaBeouf, Rosario Dawson, Chazz Palminteri, Dianne Wiest y Channing Tatum. Está basada en las memorias de 2001 del mismo nombre del escritor y músico Dito Montiel, las cuales describen su juventud en Astoria, Nueva York, durante los años 1980.
Montiel, en su debut como director, escribió y dirigió la adaptación fílmica, que fue estrenada en septiembre y octubre de 2006 en los Estados Unidos y en marzo de 2007 en Europa. La película está en parte ambientada en tiempo presente, pero transcurre principalmente en flashbacks en los '80.

## Argumento
Dito (Robert Downey Jr.) es un exitoso escritor de Los Ángeles. Un día, después de hablar con su madre, Flori (Dianne Wiest), y su amigo, Nerf (Scott Campbell), Dito visita el hogar de sus padres, Astoria, Nueva York, porque su padre se encuentra muy enfermo. La película intercala momentos del presente con flashbacks de las memorias de Dito en el verano de 1986. 
Dito se encuentra con Nerf y habla en su auto, donde pueden hablar sin ser molestados, lo que no sería posible en la casa de Nerf. Más tarde Dito visita a Laurie (Rosario Dawson), su enamorada del pasado, que ahora es madre. Hablan a través de la ventana; ello no lo invita a entrar a su casa. Finalmente visita a su padre, Monty (Chazz Palminteri). Monty solía ignorar los sentimientos de Dito y no quería que viajara. Está enojado con Dito por haberse ido, y por no volver antes para visitarlo; comienza una discusión y Dito se marcha de la casa. Laurie se pide que vuelva y arregle la situación con su padre, quien sufrió mucho cuando Dito se fue a California. Dito vuelve más tarde con la intención de llevar a su padre al hospital.
Dito recuerda a Giuseppe (Adam Scarimbolo), imprudente, insensato y destructivo. En los '80, Giuseppe se tiró a las vías de un metro; a pesar de las desesperadas advertencias de su hermano, Antonio (Channing Tatum), y Nerf, de que el tren estaba llegando, Giuseppe no pudo volver a la plataforma y murió atropellado.
Mike O'Shea (Martin Compston), otro amigo de Dito, era un chico escocés que soñaba en convertirse en músico. Mike y Dito planeaban ir a California en autobús. Trabajaban para un homosexual llamado Frank, como paseadores de perros. Un día fueron a su casa para recoger su sueldo pero él evitaba el tema. Al principio no los escuchaba, pero luego les dio todo el dinero que guardaba en el refrigerador, más del que les debía, y les dijo que abandonen la ciudad. Sin embargo, Mike fue asesinado por un miembro de puertorriqueños y Dito viajó solo a California.
Antonio, un tío seguro de sí mismo e imprevisible con un padre violento, es enviado a prisión por matar a un puertorriqueño, Reaper (Michael Rivera), como retribución de un ataque a Dito. Al regresar a la ciudad, Dito va a visitarlo a prisión donde se encuentra con Antonio (Eric Roberts). La película concluye con ellos dos sentados para conversar.

## Reparto
| Actor                 | Personaje                   | Descripción        |
| --------------------- | --------------------------- | ------------------ |
| Robert Downey Jr.     | Dito Montiel                |                    |
| Shia LaBeouf          | Dito Montiel (joven)        |                    |
| Rosario Dawson        | Laurie                      |                    |
| Melonie Diaz          | Laurie (joven)              |                    |
| Eric Roberts          | Antonio                     |                    |
| Channing Tatum        | Antonio (joven)             |                    |
| Chazz Palminteri      | Monty Montiel               |                    |
| Dianne Wiest          | Flori Montiel               |                    |
| Scott Campbell        | Nerf                        |                    |
| Peter Tambakis        | Nerf (joven)                |                    |
| Adam Scarimbolo       | Giuseppe                    |                    |
| Martin Compston       | Mike O'Shea                 |                    |
| Federico Castelluccio | Padre de Antonio y Giuseppe |                    |
| Anthony DeSando       | Frank                       | Paseador de perros |
| Michael Rivera        | Reaper                      |                    |
| Eleonore Hendricks    | Jenny                       |                    |
| Julia Garro           | Diane                       |                    |
| Steven Randazzo       | Token Clerk                 |                    |

## Personajes y vidas reales
Según Dito Montiel todos los personajes de la película son una combinación de por lo menos tres personas y a veces seis o siete de la vida real. Aunque los personajes tienen los mismos nombres que personas que existieron en realidad.
Laurie
Montiel dijo que hizo la película porque "quería recorrer esas calles otra vez y enamorarme de Laurie otra vez". En realidad, Laurie murió de sida.
Antonio
Antonio es un personaje compuesto por tres personas, pero hubo un chico llamado Antonio Ruggeria que fue enviado a prisión por homicidio, escapó y fue enviado a prisión otra vez por cosas "que se alejarían de una película que la gente podría encontrar redimible". En el libro, una copia de un artículo del periódico, describe el escape de Antonio de Rikers Island y tiene la parte del crimen borrada.
Giuseppe
En la película Giuseppe muere en las vías del metro. El verdadero Giuseppe Ruggerie es un criminal profesional, fue deportado a Milan, Italia. Montiel describe al verdadero Giuseppe como un gato: "el tren llegaría y en dos segundos él subiría". La inspiración para la escena del tren proviene de un chico llamado Billy que murió en las vías del tren.
Mike O'Shea
El personaje de Mike O'Shea está compuesto por alguien llamado Mike O'Shea; otro amigo de Dito, Ray, que se drogaba; y Angelo Ruggeria (un hermano menor de Antonio), que fue la persona asesinada. Ray era el chico que solía ir con Dito a la ciudad. En la película, Mike es escocés. El Mike O'Shea real es irlandés, está vivo, vive en Essex, Inglaterra, y está casado.

## Recibimiento
La película recaudó 2 035 468 millones de dólares en todo el mundo. Tiene un 75 % de buenas críticas según Rotten Tomatoes.

## Premios y nominaciones
Festival de Cine de Sundance
| Año  | Categoría          | Nominados           | Resultado | Notas |
| ---- | ------------------ | ------------------- | --------- | --- |
| 2006 | Director's Award   | Drama, Dito Montiel | Ganador   | |
| 2006 | Special Jury Prize | Drama, reparto      | Ganadores | Compartido entre Robert Downey Jr., Shia LaBeouf, Rosario Dawson, Chazz Palminteri, Dianne Wiest y Channing Tatum |
| 2006 | Grand Jury Prize   | Drama, Dito Montiel | Candidato | |

Festival de Cine de Gijón
| Año  | Categoría   | Nominado               | Resultado | Notas |
| ---- | ----------- | ---------------------- | --------- | ----- |
| 2006 | Mejor actor | Drama, Adam Scarimbolo | Ganador   |       |

Independent Spirit Awards
| Año  | Categoría               | Nominados      | Resultado | Notas                                         |
| ---- | ----------------------- | -------------- | --------- | --------------------------------------------- |
| 2006 | Mejor guion nobel       | Dito Montiel   | Candidato | Ganó Little Miss Sunshine                     |
| 2006 | Mejor actor de reparto  | Channing Tatum | Candidato | Ganó Alan Arkin por Little Miss Sunshine      |
| 2006 | Mejor actriz de reparto | Melonie Diaz   | Candidata | Ganó Frances McDormand por Friends With Money |